# Finché il caffè è caldo
Finché il caffè è caldo (コーヒーが冷めないうちに?, Kohi ga samenai uchi ni) è il primo romanzo dello scrittore giapponese Toshikazu Kawaguchi.
Il romanzo è stato pubblicato per la prima volta in Giappone nel dicembre del 2015 dalla casa editrice Sunmark Publishing ed è uscito successivamente in altri 32 paesi.
Tradotto in lingua italiana da Claudia Marseguerra, in Italia è stato pubblicato da Garzanti nel marzo del 2020 e ha venduto più di 100 mila copie.

## Storia editoriale
La storia nasce originariamente sotto forma di opera teatrale e nel 2013 vince la decima edizione del Suginami Drama Festival. Dopo questo successo, e incoraggiato dalla sua editrice, Toshikazu Kawaguchi ha deciso di riadattare l'opera e ricavarne un romanzo, che è arrivato a vendere in Giappone più di un milione di copie.
Nell'ottobre del 2021 è stata annunciata una collaborazione tra SK Global e The Jackal Group per la produzione di una serie televisiva ispirata al romanzo.

## Ambientazione
Il romanzo è ambientato all'interno di un luogo immaginario, una piccola caffetteria della città di Tokyo che nella descrizione dell'autore sarebbe stata aperta nel 1874 vicino alla stazione di Jinbōchō ed il cui nome è Funiculi Funicula.
Nell'ambientazione del romanzo la caffetteria è famosa grazie ad una caratteristica ad essa legata: bevendo il caffè che viene lì servito si può viaggiare nel tempo. All'interno del locale, infatti, è presente una particolare sedia che permette di compiere questo viaggio; essa però è occupata per la maggior parte del tempo dal fantasma di una donna in abito bianco, che passa le proprie giornate leggendo e si alza solo una volta al giorno per andare al bagno. Quando l'entità si sposta dalla sedia, è possibile sedersi ed una volta servito il caffè si può effettuare il viaggio nel tempo.
Per effettuare questo viaggio temporale è necessario, però, rispettare una serie di regole molto rigide, prima fra tutte quella di, una volta arrivati nel passato, bere il caffè prima che questo si raffreddi, per poter tornare, in modo immediato, alla realtà presente. Altre regole fondamentali sono quelle che si possono incontrare solo persone che sono entrate nella caffetteria, che non è possibile alzarsi dalla sedia dove si è seduti e soprattutto che, nonostante tutto ciò che viene detto o fatto nel passato, il presente non può cambiare in nessun modo.

## Capitoli
Il romanzo comprende quattro capitoli diversi, ognuno con il proprio protagonista.

### Capitolo I: Gli innamorati
La storia che apre il romanzo è incentrata su Fumiko Kiyokawa, una giovane donna in carriera, la quale viene invitata dal fidanzato Goro Katada a prendere un caffè per parlare di una questione molto seria. La donna immagina che il fidanzato voglia chiederle di sposarlo e rimane sconvolta quando viene a sapere, invece, che Goro è intenzionato a trasferirsi in America, senza di lei.
Fumiko, sapendo della leggenda, decide quindi di tornare nella caffetteria con l’intento di tornare nel passato per rivelare al fidanzato i suoi veri sentimenti. Una volta ritornata al momento in cui i due si trovavano insieme nella caffetteria, Fumiko attraverso le sue parole riesce a smuovere i sentimenti di Goro, il quale le chiede di aspettare per tre anni il suo ritorno.
Una volta tornata nel presente, la ragazza decide quindi di aspettare il ritorno di Goro dall'America.

### Capitolo II: Marito e moglie
Il secondo capitolo ha come protagonista Fusagi, che da diversi anni ha scoperto di soffrire del morbo di Alzheimer ma non ha mai trovato il coraggio per dirlo di persona alla moglie Kotake (che però essendo un’infermiera ne è ormai consapevole). Per questo, desidera tornare nel passato per consegnare alla donna una lettera nella quale le parla della malattia che lo affligge.
Kotake, venuta a sapere di questo desiderio del marito, decide di tornare indietro nel tempo e incoraggiarlo a darle la lettera. Arrivata nel passato la donna capisce che il più grande desiderio dell’uomo, nel caso in cui lui non riuscisse più a riconoscerla (come sta accadendo nel presente), è quello che lei continui a stargli vicino come moglie e non come infermiera.
Una volta tornata alla realtà presente, Kotake decide quindi di assecondare il desiderio del marito.

### Capitolo III: Le due sorelle
Il terzo capitolo ha come protagonista Yaeko Hirai, che da diverso tempo, al fine di sfuggire al compito di gestire la locanda dei genitori, ha lasciato casa a Sendai e si è trasferita a Tokyo. La sorella minore Kumi, sulla quale i genitori hanno iniziato a puntare le loro aspettative, negli anni ha continuato ad andare a trovare Hirai, sperando di farle cambiare idea sulla gestione della locanda, ma senza successo.
Durante il ritorno a casa dopo una di queste visite (andata a vuoto, in quanto Hirai fa di tutto per evitare la sorella), Kumi perde la vita. La sorella maggiore decide quindi di viaggiare nel passato per rivedere Kumi un’ultima volta, pentendosi del suo comportamento.
Durante il suo viaggio nel tempo Hirai scopre che la sorella minore ha sempre sognato di gestire la locanda insieme a lei e per questo le promette di tornare a casa. Tornata nel presente, nonostante ciò che è accaduto alla sorella, Hirai si reca a casa dai genitori ed inizia insieme a loro a gestire la locanda.

### Capitolo IV: Madre e figlia
L’ultimo capitolo tratta della storia di Kei Tokita, una delle co-proprietarie della caffetteria, la quale nasce debole di cuore. Una volta sposata con Nagare Tokita (proprietario effettivo della caffetteria), decide di avere insieme a lui un bambino, pur sapendo che a causa dei suoi problemi di salute lei potrebbe non sopravvivere al parto.
Essendo il pensiero di non poter essere presente nella vita di suo figlio il suo peggior incubo, la ragazza decide di sfidare la sorte ed utilizzare la sedia non per tornare indietro nel tempo ma per viaggiare nel futuro, al fine di incontrarlo.
Arrivata nel futuro riesce ad incontrare la figlia Miki e vedendola sana e circondata dall'affetto delle persone a lei più care, trova il coraggio per continuare la gravidanza e riuscire a darla alla luce, rinunciando alla sua stessa vita.

## Intenzione dell'autore
In base alle dichiarazioni dell'autore il romanzo riflette il modo in cui, secondo Toshikazu Kawaguchi, le persone dovrebbero affrontare la realtà.
I suoi personaggi, infatti, nonostante possano viaggiare nel tempo, non possono in nessun modo cambiare il presente. Questo concetto viene affrontato in particolare nel terzo capitolo, in cui uno dei gestori della caffetteria spiega che, anche se un assassino avesse viaggiato nel passato per uccidere un uomo, quest’ultimo, grazie a una serie di coincidenze (per esempio, l'ambulanza che arriva senza trovare traffico e la casuale presenza in città di un medico di fama mondiale disposto ad operare il paziente), sarebbe sopravvissuto, in quanto il suo destino nella realtà presente era quello di continuare a vivere. Lo stesso ragionamento viene applicato per la morte di alcuni dei personaggi, per esempio Kumi.
L'autore ha quindi una precisa intenzione comunicativa: mostrare ai lettori che per affrontare il presente ed il futuro è necessario liberarsi del peso del passato, ovvero trovare una soluzione che permette di accettare ciò che è successo ed andare avanti.

## Fonti di ispirazione
Le fonti di ispirazione dichiarate dall'autore sono diverse, a partire dalla Saga di Ritorno al futuro e dal cartone animato Doraemon, che hanno ispirato l’idea dei viaggi nel tempo. Un'altra importante fonte di ispirazione è stata la madre che, dopo la scomparsa del padre, ha insegnato al figlio che il modo in cui si reagisce agli eventi che accadono può influenzare la vita e quanto sia necessario andare sempre avanti, visione presente in tutta la serie di romanzi di Finché il caffè è caldo.
Per quanto riguarda l’ambientazione, invece, Toshikazu Kawaguchi ha dichiarato di essere stato ispirato dalla sua stessa quotidianità: è infatti abituato a scrivere nelle caffetterie, in quanto le percepisce come un luogo silenzioso dove rifugiarsi.

## Funiculi Funicula
Il nome della caffetteria, Funiculi Funicula, richiama la celebre canzone napoletana Funiculì funiculà, che secondo le dichiarazioni dell'autore rappresenta un ricordo d'infanzia.  In Giappone, infatti, una parodia della canzone (che riguarda le mutande di un demone o di un orco) viene spesso cantata dai bambini delle scuole elementari.

## Cafe Funiculi Funicula
Dal romanzo è stato tratto il film Cafe Funiculi Funicula del 2018, diretto dalla regista Ayuko Tsukahara (塚原あゆ子). Il film è stato reso disponibile in Italia nel 2021, grazie all’Istituto giapponese di cultura in Roma, tramite l’evento cinematografico JFF PLUS: Online Festival.

## Opere successive
Dopo Finché il caffè è caldo Kawaguchi ha pubblicato alcuni seguiti: 
- Basta un caffè per essere felici (titolo in lingua originale: この嘘がばれないうちに), in Giappone pubblicato nel 2017 (e in Italia a partire dal 2021)
- Il primo caffè della giornata (titolo in giapponese: 思い出が消えないうちに), in Giappone pubblicato nel 2021 (e in Italia a partire dal 2022)
- Ci vediamo per un caffè (titolo in lingua originale:さよならも言えないうちに), in Giappone pubblicato nel 2021 (e in Italia a partire dal 2023)[10][13][14]
- Quando il caffè è pronto (titolo in lingua originale: やさしさを忘れぬうちに), in Giappone pubblicato nel 2023 (e in Italia a partire dal 2024).
- La bottega del tempo ritrovato (titolo in lingua originale: 愛しさに気づかぬうちに), in Giappone pubblicato nel 2024 (e in Italia a partire dal 2025).

Tutti i successivi romanzi presentano una struttura del tutto simile a quella di Finché il caffè è caldo, in quanto sono divisi in quattro capitoli, i quali trattano ognuno della storia di uno specifico personaggio. Nei primi due seguiti vengono inoltre ripresi la storia e parte dei personaggi apparsi nel primo romanzo.
Ne Il primo caffè della giornata la storia non è più ambientata nella caffetteria di Tokyo ma in un'altra caffetteria, che permette comunque di viaggiare nel tempo, la quale si trova nella città di Hakodate e che era inizialmente gestita dalla madre di Nagare (proprietario della caffetteria di Tokyo). La donna, a causa di un importante viaggio in America, lascia al figlio il compito di gestire il caffè a Hakodate.
Il locale a Tokyo non viene però abbandonato: come viene preannunciato anche alla fine di Finché il caffè è caldo, rimangono a gestirlo Fumiko e il marito Goro, diventati ormai negli anni clienti abituali.